# Sport-Verein Werder von 1899 II 2010-2011
Questa voce raccoglie le informazioni riguardanti lo Sport-Verein Werder von 1899 II nelle competizioni ufficiali della stagione 2010-2011.

## Stagione
Nella stagione 2010-2011 il Werder Brema II, allenato da Thomas Wolter, concluse il campionato di 3. Liga al 19º posto.

## Rosa
| N. |                             | Ruolo | Calciatore         |
| -- | --------------------------- | ----- | ------------------ |
| 1  | Germania (bandiera)         | P     | Sebastian Patzler  |
| 2  | Germania (bandiera)         | C     | Bernd Gerdes       |
| 3  | Nigeria (bandiera)          | D     | Leon Balogun       |
| 4  | Germania (bandiera)         | C     | Kevin Maek         |
| 5  | Germania (bandiera)         | D     | Jannik Löhden      |
| 6  | Austria (bandiera)          | D     | Kevin Krisch       |
| 8  | Germania (bandiera)         | C     | Henning Grieneisen |
| 8  | Germania (bandiera)         | C     | Florian Trinks     |
| 9  | Irlanda del Nord (bandiera) | A     | Liam Boyce         |
| 10 | Germania (bandiera)         | C     | Kevin Artmann      |
| 13 | Germania (bandiera)         | D     | Alexander Hessel   |
| 14 | Germania (bandiera)         | D     | Sandro Stallbaum   |
| 15 | Germania (bandiera)         | A     | John Thöle         |
| 16 | Germania (bandiera)         | C     | Yannis Becker      |
| 17 | Germania (bandiera)         | C     | Özkan Yıldırım     |
| 18 | Germania (bandiera)         | C     | Felix Kroos        |
| 19 | Germania (bandiera)         | A     | Sandro Wagner      |
| 20 | Germania (bandiera)         | C     | Stefan Ronneburg   |
| 21 | Germania (bandiera)         | P     | Sebastian Mielitz  |

| N. |                     | Ruolo | Calciatore            |
| -- | ------------------- | ----- | --------------------- |
| 22 | Germania (bandiera) | P     | Tobias Duffner        |
| 23 | Germania (bandiera) | D     | Felix Schiller        |
| 24 | Germania (bandiera) | A     | Timmy Thiele          |
| 27 | Germania (bandiera) | D     | Niklas Andersen       |
| 28 | Germania (bandiera) | C     | Kevin Schindler       |
| 29 | Germania (bandiera) | D     | Thorsten Tönnies      |
| 31 | Serbia (bandiera)   | C     | Predrag Stevanović    |
| 32 | Germania (bandiera) | C     | José Ikeng            |
| 33 | Germania (bandiera) | P     | Christian Vander      |
| 36 | Germania (bandiera) | A     | Lennart Thy           |
| 41 | Germania (bandiera) | D     | Dominik Schmidt       |
| 42 | Germania (bandiera) | P     | Felix Wiedwald        |
| 43 | Germania (bandiera) | A     | Pascal Testroet       |
| 46 | Turchia (bandiera)  | A     | Onur Ayık             |
| 48 | Germania (bandiera) | C     | Florian Nagel         |
| 49 | Germania (bandiera) | C     | Malte Beermann        |
| 51 | Germania (bandiera) | D     | Marcus Młynikowski    |
| 52 | Germania (bandiera) | D     | Clemens Schoppenhauer |

## Organigramma societario
Area tecnica
- Allenatore: Thomas Wolter
- Allenatore in seconda:
- Preparatore dei portieri: Michael Jürgen
- Preparatori atletici:

## Calciomercato

### Sessione estiva
| Acquisti | Acquisti           | Acquisti                | Acquisti |
| R.       | Nome               | da                      | Modalità |
| -------- | ------------------ | ----------------------- | -------- |
| A        | Liam Boyce         | Cliftonville            |          |
| C        | Henning Grieneisen | Osnabrück               |          |
| D        | Leon Balogun       | Hannover 96             |          |
| C        | Yannis Becker      | Werder Brema U19        |          |
| P        | Tobias Duffner     | SV Ahlerstedt/Ottendorf |          |
| D        | Kevin Krisch       | Werder Brema U19        |          |
| C        | Felix Kroos        | Hansa Rostock           |          |
| D        | Marcus Młynikowski | Union Berlino U19       |          |
| C        | Kevin Schindler    | Duisburg                |          |
| D        | Thorsten Tönnies   | Werder Brema U19        |          |

| Cessioni | Cessioni           | Cessioni          | Cessioni |
| R.       | Nome               | a                 | Modalità |
| -------- | ------------------ | ----------------- | -------- |
| C        | Timo Perthel       | Sturm Graz        |          |
| C        | Madjid Albry       | Oberneuland       |          |
| A        | Patrick Derdak     | LASK              |          |
| C        | Nicolas Feldhahn   | Kickers Offenbach |          |
| A        | Márkó Futács       | Ingolstadt 04     |          |
| C        | Tobias Kempe       | Erzgebirge Aue    |          |
| A        | Lefteris Matsoukas | Panaigialeios     |          |
| A        | Addy-Waku Menga    | Wehen Wiesbaden   |          |

### Sessione invernale
| Acquisti | Acquisti           | Acquisti      | Acquisti |
| R.       | Nome               | da            | Modalità |
| -------- | ------------------ | ------------- | -------- |
| C        | Predrag Stevanović | Schalke 04 II |          |

| Cessioni | Cessioni | Cessioni | Cessioni |
| R.       | Nome     | a        | Modalità |
| -------- | -------- | -------- | -------- |

## Risultati

### 3. Liga

#### Girone di andata
| Arbitro: | Nowak |

|  |           |           |
|  | Marcatori | 35’ Temür |

| Arbitro: | Glasmacher |

|            |           |         |
| Piossek 6’ | Marcatori | 43’ Thy |

| Arbitro: | Seidel |

|          |           |                  |
| Maek 13’ | Marcatori | 89’ (rig.) Bauer |

| Arbitro: | Schößling |

|                       |           |           |
| Hauswald 14’ Pohl 83’ | Marcatori | 76’ Thöle |

| Arbitro: | Sönder |

|  |           |                    |
|  | Marcatori | 18’, 28’ Vujanović |

| Coblenza 27 agosto 2010, ore 19:00 CEST 6ª giornata | Coblenza | 0 – 0 referto | Werder Brema II | Stadion Oberwerth (5 175 spett.)\| Arbitro: \| Seemann \| |
| Arbitro:                                            | Seemann  |               |                 |                                                           |

| Arbitro: | Alt |

|  |           |                                    |
|  | Marcatori | 3’ Becker 62’ (rig.) Kroos 90’ Thy |

| Arbitro: | Osmers |

|             |           |                                          |
| Balogun 58’ | Marcatori | 62’ (rig.) Grech 72’ Hoffmann 78’ Tunjić |

| Arbitro: | Schriever |

|                     |           |  |
| Stroh-Engel 7’, 55’ | Marcatori |  |

| Arbitro: | Unger |

|                |           |           |
| Grieneisen 52’ | Marcatori | 19’ Hertl |

| Arbitro: | Petersen |

|                           |           |              |
| Berger 51’ Hesse 56’, 65’ | Marcatori | 11’ Testroet |

| Arbitro: | Benedum |

|  |           |                                                                 |
|  | Marcatori | 3’ Kruppke 29’ Boland 33’ (rig.) Kumbela 41’ Bellarabi 52’ Henn |

| Arbitro: | Dietz |

|             |           |            |
| Landeka 13’ | Marcatori | 41’ Krisch |

| Arbitro: | Beitinger |

|  |           |          |
|  | Marcatori | 11’ Weil |

| Arbitro: | Alt |

|             |           |          |
| Esswein 70’ | Marcatori | 7’ Kroos |

| Arbitro: | Thomsen |

|                    |           |  |
| Testroet 2’ Thy 4’ | Marcatori |  |

| Arbitro: | Cortus |

|                                                                      |           |              |
| Danneberg 30’ Dorn 47’ Pinto 58’ (rig.), 79’ (rig.) Benschneider 62’ | Marcatori | 17’ Testroet |

| Arbitro: | Petersen |

|                      |           |  |
| Thy 27’ Testroet 28’ | Marcatori |  |

| Arbitro: | Valentin |

|          |           |         |
| Bohl 60’ | Marcatori | 65’ Thy |

#### Girone di ritorno
| Arbitro: | Sönder |

|  |           |                               |
|  | Marcatori | 13’ Testroet 80’ (rig.) Kroos |

| Arbitro: | Schriever |

|                                          |           |            |
| Kroos 37’ (rig.) Wagner 80’ Testroet 89’ | Marcatori | 45’ Taylor |

| Arbitro: | Benedum |

|                      |           |          |
| Kettemann 30’ (rig.) | Marcatori | 40’ Maek |

| Arbitro: | Achmüller |

|                    |           |                                         |
| Caillas 34’ (aut.) | Marcatori | 19’ Caillas 57’ (rig.) Pfingsten-Reddig |

| Arbitro: | Grudzinski |

|                          |           |  |
| Lartey 66’ Vujanović 74’ | Marcatori |  |

| Arbitro: | Aarnink |

|  |           |                     |
|  | Marcatori | 54’ Hahn 71’ Hornig |

| Arbitro: | Seidel |

|             |           |              |
| Artmann 19’ | Marcatori | 60’ Aschauer |

| Arbitro: | Petersen |

|                            |           |  |
| Schwabl 25’ Amachaibou 28’ | Marcatori |  |

| Arbitro: | Kunzmann |

|               |           |  |
| Ronneburg 88’ | Marcatori |  |

| Arbitro: | Glasmacher |

|                          |           |               |
| Omodiagbe 58’ Holzer 87’ | Marcatori | 34’ Schindler |

| Brema 1º aprile 2011, ore 19:00 CEST 30ª giornata | Werder Brema II | 0 – 0 referto | Kickers Offenbach | Weserstadion - Platz 11 (754 spett.)\| Arbitro: \| Blos \| |
| Arbitro:                                          | Blos            |               |                   |                                                            |

| Arbitro: | Schößling |

|                    |           |                     |
| Kumbela 51’ (rig.) | Marcatori | 43’, 90’ Stevanović |

| Brema 9 aprile 2011, ore 14:00 CEST 32ª giornata | Werder Brema II | 0 – 0 referto | Carl Zeiss Jena | Weserstadion - Platz 11 (876 spett.)\| Arbitro: \| Thomsen \| |
| Arbitro:                                         | Thomsen         |               |                 |                                                               |

| Arbitro: | Sönder |

|                                       |           |                       |
| Schnatterer 20’ Heidenfelder 42’, 68’ | Marcatori | 82’ (rig.) Stevanović |

| Arbitro: | Beitinger |

|  |           |                                      |
|  | Marcatori | 26’ Schahin 51’ Esswein 62’ Grossert |

| Arbitro: | Glasmacher |

|            |           |  |
| Sieger 66’ | Marcatori |  |

| Arbitro: | Valentin |

|                  |           |           |
| Kroos 37’ (rig.) | Marcatori | 3’ Zinnow |

| Arbitro: | Steinberg |

|  |           |                  |
|  | Marcatori | 42’ (rig.) Kroos |

| Arbitro: | Dingert |

|                 |           |                                            |
| Maek 45’ (rig.) | Marcatori | 16’ Kioyo 76’ Menga 80’ Mintzel 89’ Janjić |

## Statistiche

### Statistiche di squadra
| Competizione | Punti | In casa | In casa | In casa | In casa | In casa | In casa | In trasferta | In trasferta | In trasferta | In trasferta | In trasferta | In trasferta | Totale | Totale | Totale | Totale | Totale | Totale | DR  |
| Competizione | Punti | G       | V       | N       | P       | Gf      | Gs      | G            | V            | N            | P            | Gf           | Gs           | G      | V      | N      | P      | Gf     | Gs     | DR  |
| ------------ | ----- | ------- | ------- | ------- | ------- | ------- | ------- | ------------ | ------------ | ------------ | ------------ | ------------ | ------------ | ------ | ------ | ------ | ------ | ------ | ------ | --- |
| 3. Liga      | 36    | 19      | 4       | 6       | 9       | 15      | 28      | 19           | 4            | 6            | 9            | 18           | 28           | 38     | 8      | 12     | 18     | 33     | 56     | -23 |
| Totale       | 36    | 19      | 4       | 6       | 9       | 15      | 28      | 19           | 4            | 6            | 9            | 18           | 28           | 38     | 8      | 12     | 18     | 33     | 56     | -23 |

### Andamento in campionato
| Giornata  | 1  | 2  | 3  | 4  | 5  | 6  | 7  | 8  | 9  | 10 | 11 | 12 | 13 | 14 | 15 | 16 | 17 | 18 | 19 | 20 | 21 | 22 | 23 | 24 | 25 | 26 | 27 | 28 | 29 | 30 | 31 | 32 | 33 | 34 | 35 | 36 | 37 | 38 |
| --------- | -- | -- | -- | -- | -- | -- | -- | -- | -- | -- | -- | -- | -- | -- | -- | -- | -- | -- | -- | -- | -- | -- | -- | -- | -- | -- | -- | -- | -- | -- | -- | -- | -- | -- | -- | -- | -- | -- |
| Luogo     | C  | T  | C  | T  | C  | T  | T  | C  | T  | C  | T  | C  | T  | C  | T  | C  | T  | C  | T  | T  | C  | T  | C  | T  | C  | C  | T  | C  | T  | C  | T  | C  | T  | C  | T  | C  | T  | C  |
| Risultato | P  | N  | N  | P  | P  | N  | V  | P  | P  | N  | P  | P  | N  | P  | N  | V  | P  | V  | N  | V  | V  | N  | P  | P  | P  | N  | P  | V  | P  | N  | V  | N  | P  | P  | P  | N  | V  | P  |
| Posizione | 13 | 12 | 14 | 16 | 18 | 18 | 15 | 17 | 18 | 18 | 18 | 20 | 20 | 20 | 20 | 20 | 20 | 20 | 20 | 19 | 15 | 16 | 16 | 18 | 18 | 19 | 19 | 19 | 19 | 19 | 18 | 19 | 19 | 19 | 19 | 19 | 19 | 19 |

Legenda:

Luogo: C = Casa; T = Trasferta. Risultato: V = Vittoria; N = Pareggio; P = Sconfitta.

### Statistiche dei giocatori
| N. Andersen      | 12 | 0 | 3 | 0 |
| K. Artmann       | 16 | 1 | 2 | 0 |
| D. Avdić         | 1  | 0 | 0 | 0 |
| O. Ayık          | 18 | 0 | 3 | 1 |
| L. Balogun       | 29 | 1 | 8 | 0 |
| Y. Becker        | 16 | 1 | 2 | 0 |
| M. Beermann      | 0  | 0 | 0 | 0 |
| L. Boyce         | 3  | 0 | 2 | 0 |
| T. Duffner       | 4  | 0 | 0 | 0 |
| B. Gerdes        | 20 | 0 | 1 | 0 |
| H. Grieneisen    | 19 | 1 | 1 | 0 |
| A. Hessel        | 24 | 0 | 3 | 0 |
| J. Ikeng         | 13 | 0 | 4 | 0 |
| M. Jürgen        | 0  | 0 | 0 | 0 |
| K. Krisch        | 20 | 1 | 2 | 0 |
| F. Kroos         | 21 | 6 | 3 | 1 |
| J. Löhden        | 3  | 0 | 0 | 0 |
| K. Maek          | 30 | 3 | 4 | 1 |
| S. Mielitz       | 2  | 0 | 0 | 0 |
| M. Młynikowski   | 2  | 0 | 0 | 0 |
| F. Nagel         | 18 | 0 | 2 | 0 |
| S. Patzler       | 1  | 0 | 0 | 0 |
| T. Perthel       | 4  | 0 | 2 | 0 |
| S. Ronneburg     | 21 | 1 | 2 | 1 |
| F. Schiller      | 12 | 0 | 0 | 0 |
| K. Schindler     | 10 | 1 | 0 | 0 |
| D. Schmidt       | 12 | 0 | 7 | 1 |
| C. Schoppenhauer | 14 | 0 | 5 | 0 |
| S. Stallbaum     | 37 | 0 | 6 | 0 |
| P. Stevanović    | 10 | 3 | 1 | 0 |
| P. Testroet      | 31 | 6 | 2 | 0 |
| T. Thiele        | 16 | 0 | 0 | 0 |
| L. Thy           | 35 | 5 | 3 | 0 |
| J. Thöle         | 6  | 1 | 1 | 0 |
| F. Trinks        | 6  | 0 | 0 | 0 |
| T. Tönnies       | 1  | 0 | 0 | 0 |
| C. Vander        | 7  | 0 | 1 | 0 |
| S. Wagner        | 2  | 1 | 1 | 0 |
| F. Wiedwald      | 24 | 0 | 2 | 0 |
| Ö. Yildirim      | 1  | 0 | 0 | 0 |